# Кривоозёрский район
Кривоо́зерский район (укр. Кривоозерський район) — упразднённая административная единица на северо-западе Николаевской области Украины. Административный центр — посёлок городского типа Кривое Озеро. В 2020 году район вошёл в состав нового Первомайского района.

## География
Площадь 814 км².
Основные реки — Южный Буг и его притоки (Кодыма).

## История
В 1954 году Кривоозёрский район был передан из Одесской области в Николаевскую.

## Демография
Население района составляет 24 122 человека (2019), в том числе в городских условиях проживают 7583 человека.

## Административное устройство
Количество советов:
- поселковых — 1
- сельских — 15

Количество населённых пунктов:
- посёлков городского типа — 1
- сёл — 22
- посёлков сельского типа — 4

## Населённые пункты
Список населённых пунктов района находится внизу страницы
Ликвидированы:
- c. Дитяче (укр. Дитяче) присоединено к с. Берёзки в 1970-х годах
- с. Йосиповка (укр. Йосипівка) присоединено к с. Терноватое в 1970-х годах
- с. Манжурово (укр. Манжурове) присоединено к с. Лукановка в 1970-х годах
- с. Сергеевка (укр. Сергіївка) присоединено к с. Ленино в 1970-х годах
- п. Червоная Поляна (укр. Червона Поляна), ликв. в 1980-х годах

## Известные уроженцы
- Еремеев, Борис Романович (1903—1995) — советский военный деятель, генерал-майор. Герой Советского Союза.